# الحزب الديمقراطي (1946)
الحزب الديمقراطي (بالتركية: Demokrat Parti)‏، جذوره ترجع إلى الحزب الديمقراطى الذي تأسس في 1946على يد جلال بايار. حكم التيار اليمينى الرئيسى في تركيا العديد من المرات في عصر:عدنان مندريس، سليمان ديميرال، وطاتنسو تجيللى. وهكذا فالحزب الديمقراطى قد أخرج للمجتمع السياسى ثلاث رؤساء للجمهورية التركية‘ وأصبح الحزب الذي ينجب الأحزاب اليمينية الأخرى في تركيا.
الحزب الديمقراطى، الذي تأسس بتغير اسم وشعار حزب الصراط المستقيم الذي تأسس 1983م وذلك في تاريخ 27 مايو 2007 في الجلسة الطارئة للمؤتمر العام الثانى الذي عقد في فندق الأناضول.والذي قام بتغير هذا الاسم محمد آغاه عندما تولى الرئاسة العامة وجاء السبب الأساسي لهذا التغير هو أن يجمع اليمين التركى تحت سقف واحد، فحزب الوطن الأم كان يفكر الاندماج في الحزب الديمقراطى، مخطط أن يخلق خيار بديل في اليمين الرئيسى. وأراد أن يتبع نظام الرئاسة المذدوجة، لكن هذا الأتحاد فيما بعد لم يتحقق نتيجة الخلاف الذي نشب فيما بين محمد آغار وأركان مومجو الرئيس العام لحزب الوطن الأم. وبسبب هذا الوضع لم يخوض أنتخابات حزب الوطن الأم ودخل بمفرده أنتخابات الحزب الديمقراطى.هذا الوضع الذي حضم من خيال الناخبين المقربين لليمين المركزي وأنعكس على صندوق الانتخاب، فالحزب الديمقراطى ى في أنتخابات 22تموز حصل على أصوات بنسبة 5,4 %محمد آغارالرئيس العام قد استقال من منصبة لخسار حزب الصراط المستقيم الذي حصل على 9,56% لأربع نقاط.
في المؤتمر الطارئ الرابع للحزب الديمقراطى الذي عقد في 6يناير 2008 قد تم اختيار «سليمان صوى لو» لرئاسة الحزب العامة في دورته الثالثة فقد حصل على 529 صوت من 800 صوت صالحين والمرشح الأخرتشاغرى أورخان حصل على 271 صوت.وفي المئتمر الدورى التاسع للحزب الديمقراطى الذي عقد في 15 نوفمبر 2008 على أن يكون «نوال سيفندى» و«رفاع الدين شاهين» مرشحين أيضا، فقد أنتخب من جديد «صوى لو» للرئاسة العامة للحزب وحصل على 922 صوت من أصل 993 صوت صالحين.لكن سليمان صوى لو، ذهب للمؤتمر وأوضح أنه قد حصل في الأنتخابات المحلية في تركيا 2009 على نسبة أصوات أقل من التي حصل عليها في الأنتخابات العامة السابقة.
الأ أنه وفي المؤتمر الطارئ التاسع الذي عقد في 16 مايو 2009 جلس على كرسى الرئاسة العامة للحزب «حسام الدين جين دورك» مخلف وراءة «سليمان صوى لو» و «محمد على باير».وفي أكتوبر 2009 أتحد كلامن حزب الوطن الأم والحزب الديمقراطى تحت زعامة «حسام الدين جين دورك» و«صالح أوزون».
وفي المؤتمر الكبير الطارئ العاشر للحزب الديمقراطى الذي عقد في 15 يناير 2011، أنتخب نامق كمال زيبك لرئاسة الحزب العامة. وفي أبريل 2011تم عقد معاهدة اتفاق مع حزب تركيا المستقل تحت سقف ورعاية الحزب الديمقراطى وتم أتخاذ قرار بخوض الأنتخابات معا.
حيث حصل الحزب الديقراطى في الأنتخابات العامة 2011 على نسبة أصوات 0,65%.